# Gastromyzon embalohensis
Gastromyzon embalohensis är en fiskart som beskrevs av Rachmatika, 1998. Gastromyzon embalohensis ingår i släktet Gastromyzon och familjen grönlingsfiskar. Inga underarter finns listade i Catalogue of Life.